# Oebarina tristis
Oebarina tristis är en skalbaggsart som beskrevs av Francis Polkinghorne Pascoe 1866. Oebarina tristis ingår i släktet Oebarina och familjen långhorningar. Inga underarter finns listade i Catalogue of Life.